# Sena (Ibias)
Sena es una parroquia española del municipio de Ibias, perteneciente a la comunidad autónoma de Asturias. 

## Historia
Hacia mediados del siglo XIX, la parroquia, ya por entonces perteneciente a Ibias, tenía contabilizada una población de 440 habitantes. Aparece descrita en el decimocuarto volumen del Diccionario geográfico-estadístico-histórico de España y sus posesiones de Ultramar de Pascual Madoz con las siguientes palabras:

SENA (San Agustin): felig. en la prov. y dióc. de Oviedo (23 leg.), part. jud. de Grandas de Salime (7), ayunt. de Ibias (3): sit. al O. de la prov. y confines con la de Lugo, en la márg. der. del r. Navia, con libre ventilacion y clima sano. Tiene unas 88 casas en los l. de Barca, Balda, Bustelin, Busto, Arejo, Castavia, Fornaza, Gabianceira, Jeneda, Linares, Penedela, Rioporcos, Ribera, Salvador y San Tirso. La igl. parr. (San Agustin) se halla servida por un cura de ingreso, y patronato laical. Confina el térm. N. Ouviñao; E. San Antolin; S. Sta. Comba, y O. Castañedo. El terreno es montuoso y quebrado, y le bañan algunos riach. que van á desaguar en el indicado r. Navia. prod.: trigo, maiz, centeno, castañas, patatas, legumbres y pastos: se cria ganado vacuno, de cerda, lanar y cabrio; caza y pesca de varias clases. pobl.: 88 vec., 440 alm. contr.: con su ayunt. (V.).
(Madoz, 1849, p. 169)

En 2023, tenía empadronados setenta habitantes.